# Kaikohe
Kaikohe est une commune du district du Far North de l'extrême nord de la Nouvelle-Zélande, située à environ 260 km d'Auckland. C'est la plus grande ville à l'intérieur des terres et la communauté la plus haute au-dessus du niveau de la mer dans la région du Northland. Avec une population de plus de 4 000 personnes, c'est un centre commercial et de services pour une vaste région agricole et il est parfois appelé le « centre du nord ».

## Géographie
La ville est située sur un site relativement plat entouré principalement de plaines ondulantes et il se trouve à proximité de nombreux anciens sites pa dont Nga Huha, Pouerua, Te Rua-hoanga, Ngaungau, Kaiaia, Te Tou o Roro, Taka-poruruku, Tapa- huarau, Nga Puke-pango, Maunga-turoto et Maunga-kawakawa . À l'ouest de la ville, la colline de Kaikohe s'élève à 300 m au-dessus du niveau de la mer, offrant une vue sur les imposantes dunes du port de Hokianga à l'ouest, les terres agricoles à l'est et au sud en direction du mont Hikurangi (625 m).

## Démographie
Kaikohe a une population de 4 437 habitants au recensement néo-zélandais de 2018, soit une augmentation de 582 personnes (15,1 %) par rapport à celui de 2013 et une augmentation de 396 personnes (9,8 %) par rapport au recensement de 2006. Il y avait 1 287 ménages. Il y avait 2 187 hommes et 2 247 femmes, soit un sex-ratio de 0,97 homme par femme. Dans la population totale, 1 353 personnes (30,5 %) sont âgées de 15 ans maximum, 927 (20,9 %) de 15 à 29 ans, 1 623 (36,6 %) de 30 à 64 ans et 531 (12,0 %) de 65 ans ou plus. 

## Histoire et culture
À l'origine un village maori Opango, Kaikohe est reconnu comme étant le cœur même de la culture du grand iwi (tribu) Ngāpuhi. Au début du XIXe siècle, une tribu maorie rivale a attaqué le village et des fugitifs ont subsisté parmi les bosquets de kohekohe (un arbre indigène) sur Tokareireia (colline de Kaikohe). Après l'incident, le village a été rebaptisé  Kaikohekohe (kai signifiant nourriture) mais a ensuite été abrégé en Kaikohe.

## Personnalités liées à Kaikohe
L'ancien Premier ministre néo-zélandais David Lange a vécu à Kaikohe pendant un certain temps. L'ancien député du parti Nouvelle-Zélande d'abord et frère de Winston Peters, Jim Peters, est actuellement résident. Christian Huriwai, vainqueur de la compétition de monocycle de rue aux Championnats du monde 2010 à Wellington, est un résident actuel. 
Le joueur de rugby à XIII Olsen Filipaina, un des premiers joueurs polynésiens à réussir au plus haut niveau de ce sport, est né dans la ville .